# Kropáčova Vrutice
Kropáčova Vrutice (en allemand : Kropatsch-Wrutitz) est une commune du district de Mladá Boleslav, dans la région de Bohême-Centrale, en République tchèque. Sa population s'élevait à 932 habitants en 2020.

## Géographie
Kropáčova Vrutice se trouve à 9 km au nord-ouest de Benátky nad Jizerou, à 16 km au sud-ouest de Mladá Boleslav et à 34 km au nord-est de Prague.
La commune se compose de deux sections séparées par la commune de Košátky. La section principale est limitée par Mělnické Vtelno au nord, par Nemyslovice et Chotětov à l'est, par Dolní Slivno, Horní Slivno et Košátky au sud, et par Byšice à l'ouest. La seconde section est limitée par Byšice au nord-ouest, par Košátky au nord-est, par Horní Slivno à l'est, par Sudovo Hlavno au sud, et par Čečelice au sud-ouest.

## Histoire
La première mention écrite de la localité date de 1385.

## Administration
La commune se compose de cinq quartiers :
- Kropáčova Vrutice
- Kojovice
- Krpy
- Střížovice
- Sušno

## Transports
Par la route, Kropáčova Vrutice se trouve à 11 km de Benátky nad Jizerou, à 54 km de Mladá Boleslav et à 34 km du centre de Prague.